# Clénet
Het autobedrijf Clénet Coachworks werd in 1967 door Alain Clénet in Santa Barbara opgericht.

## Geschiedenis

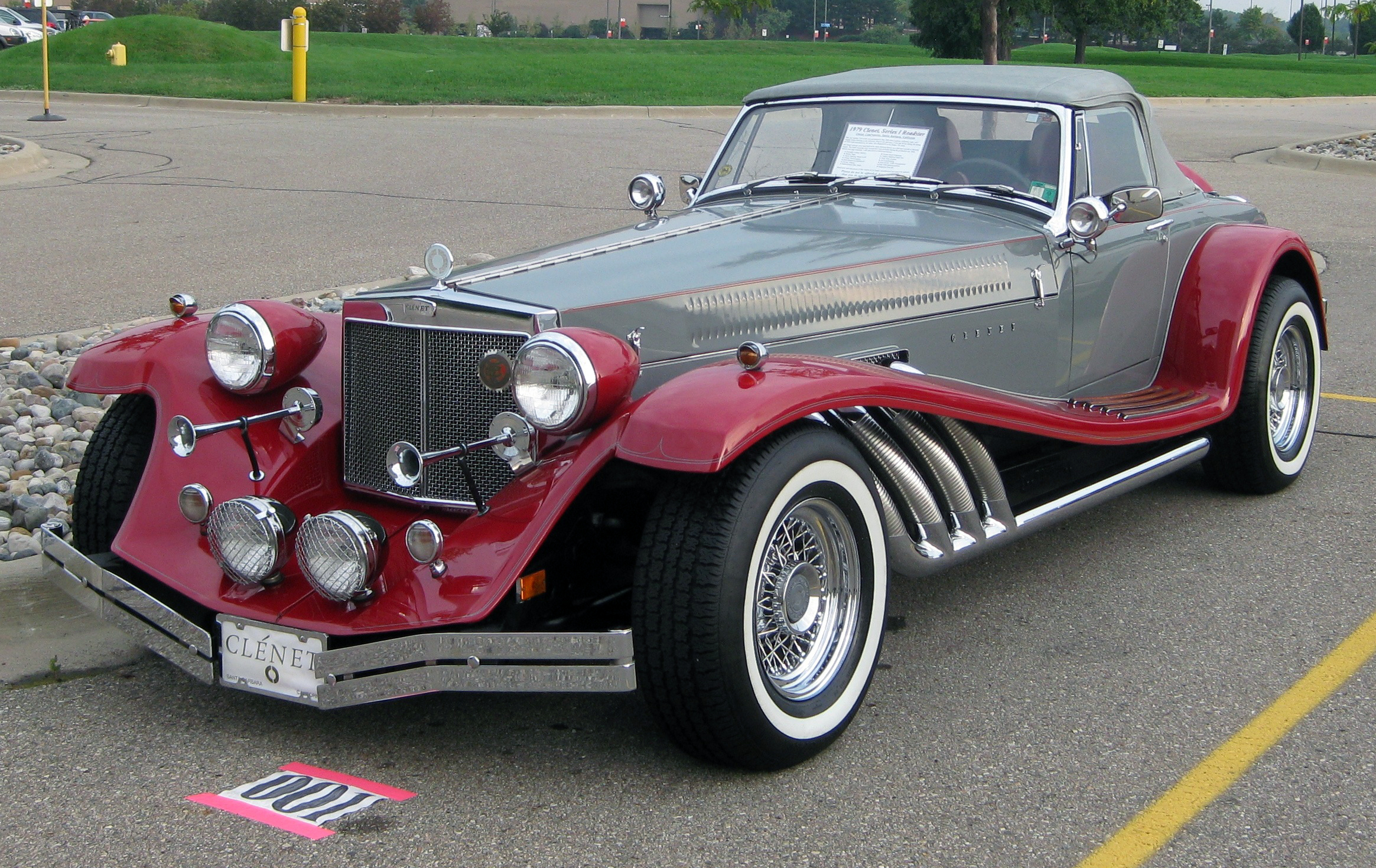
1979 Clénet Serie I roadster

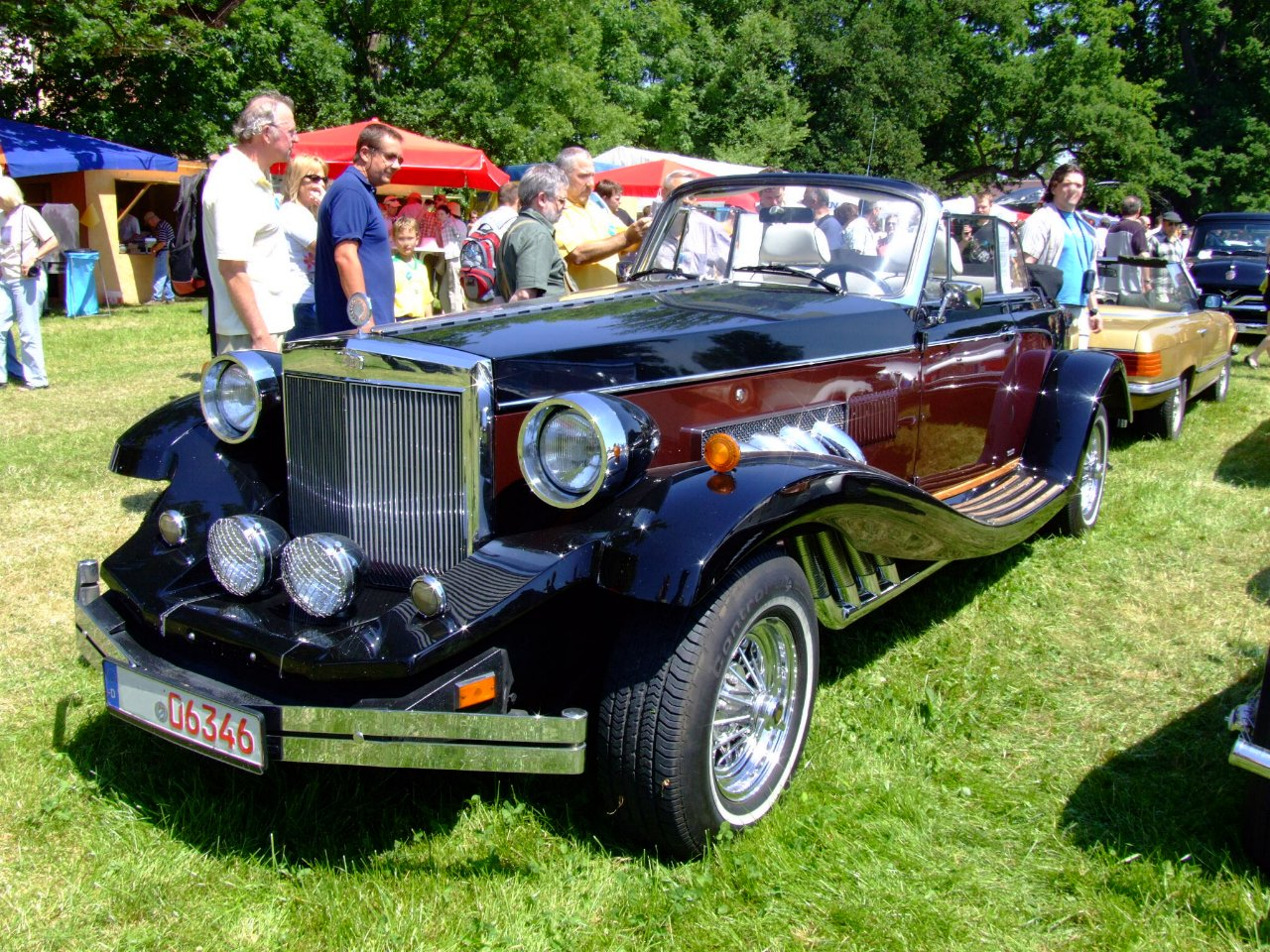
Clenét Serie II

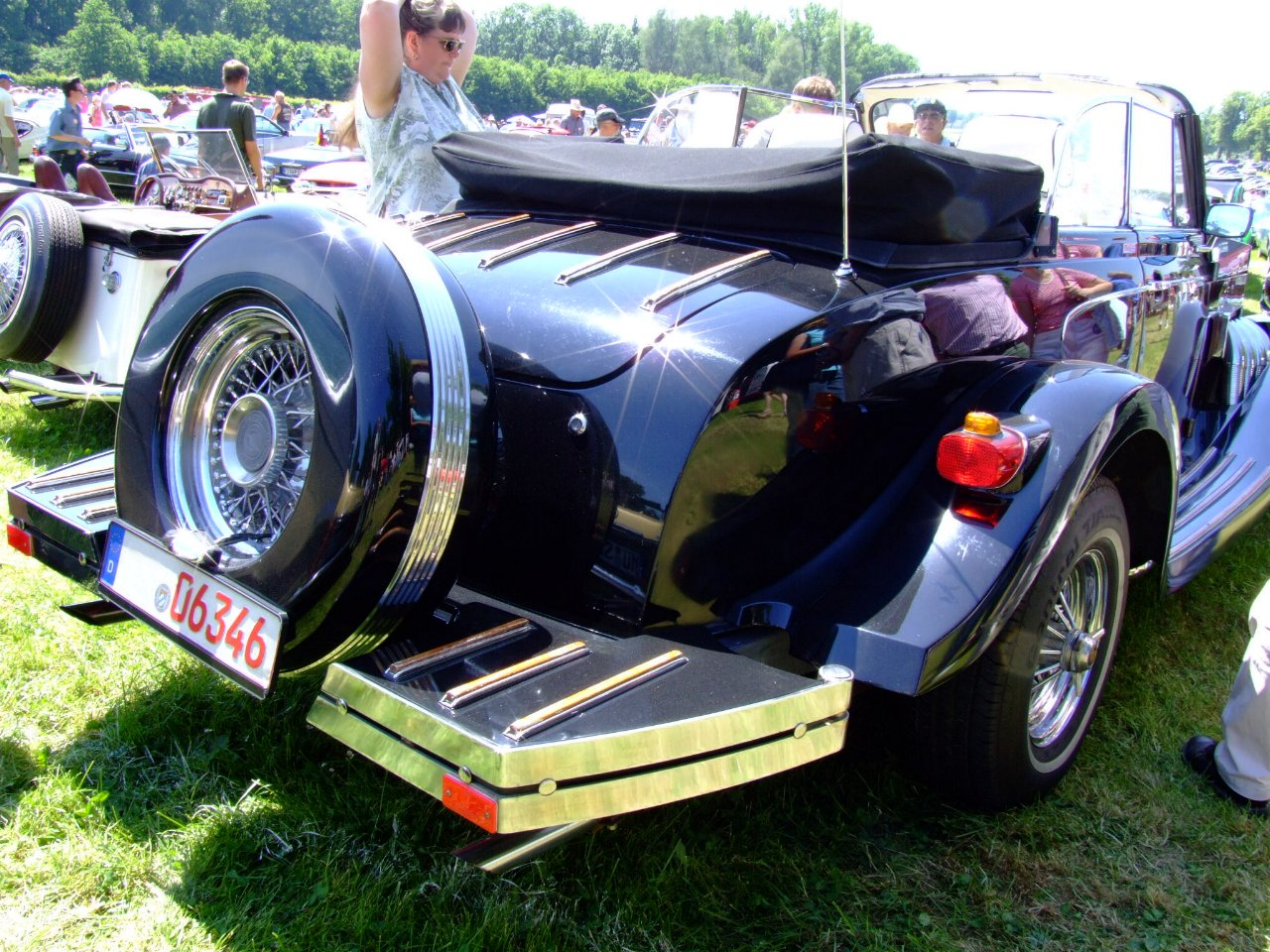
Achteraanzicht van een Clénet Series II. De deuren en ramen van een VW Kever Cabriolet zijn duidelijk herkenbaar.

Alain Clénet werd in 1944 in het Franse Angers geboren. In Parijs heeft hij een designopleiding gevolgd. Hij emigreerde in 1974 naar de Verenigde Staten, naar Santa Barbara. In 1979 begon hij met de productie van een klassieke roadster, namelijk de Clénet Serie 1. De Clénet is een grote tweezitter in een klassieke stijl met vrijstaande koplampen en vrijliggende spatborden. Ook de opvallende verchroomde grote radiatorgrille en de naar buiten gebouwde verchroomde uitlaatpijpen zijn kenmerkend voor dit model auto.
Dit model moest lijken op de stijl uit de jaren 1930. De neus van de auto was langer dan twee meter, wat in een opvallend contrast stond met de bestuurdersplaats, die bijna boven op de achteras gebouwd werd.
Technisch gezien gebruikte Alain Clénet componenten die afkomstig waren van massaproductie. De onderbouw en de motor kwamen van een Lincoln Continental IV. De Continental IV was toentertijd de grootste en duurste coupé uit de Amerikaanse productie. De bestuurderscoupé, de ramen en deuren zijn onveranderd van een MG Midget overgenomen, die Clénet bij verschillende autosloopbedrijven bij elkaar gezocht had. De rest van de carrosserie werd uit aluminium en polyester, aangepast aan het geheel. Als motor gebruikte hij een 8-cilinder Ford Lincoln, met een inhoud van 5,8 of 6,6 liter. Daarmee hadden de auto’s een zeer groot vermogen, met een snelheid van maximaal 190 km per uur.
Alain Clénet beschouwde deze auto als een uitzonderlijke auto. In april 1980 verklaarde hij tijdens een interview met het tijdschrift Santa Barbara Times dat hij de auto zag als een beloning voor mensen die wat gepresteerd hebben in hun leven.
Hij had van tevoren het maximumaantal exemplaren gesteld op 250, een aantal dat in september 1979 bereikt werd. Het allereerste prototype is waarschijnlijk nog in zijn bezit want er zijn wereldwijd 249 Clénets serie 1 geregistreerd.
Intussen heeft de Clénet serie 1 de status van een klassieker, terwijl het eigenlijk een neo-klassieker is. Dat geldt in ieder geval voor de Verenigde Staten waar een fanatieke fanclub bestaat. In Europa zijn ook enkele exemplaren te vinden in Duitsland, Frankrijk, België, Nederland en Oostenrijk.

## Specificaties
Technische gegevens van de Clénet serie 1:
- Bouwer: Alain Clénet Coachworks
- Produktietijd: 1977-1979
- Motor: V-8 Ford Lincoln Continental
- Lengte: 4880 mm
- Breedte: 1870 mm
- Hoogte: 1450 mm
- Leeggewicht: 1780 kg